# Фридрих Волф
Фридрих Волф (на немски: Friedrich Wolf; Нойвид, 23 декември 1888 г. – Лениц, 5 октомври 1953 г.) е немски лекар и писател. Между 1949 и 1951 г. е първият посланик на Германската демократична република в Полша.

## Биография
Волф е роден в Нойвид (Рейнланд), син на еврейски търговец. От 1907 до 1912 г. учи медицина, философия и история на изкуството в Мюнхен, Тюбинген, Бон и Берлин и става лекар през 1913 г. През 1914 г. работи като лекар на кораб, плаващ между Канада, Гренландия и Съединените щати, и в армията на Западния фронт по време на Първата световна война; неговият житейски опит го прави пацифист. През 1917 г. публикува първата си проза.
През 1918 г. става член на Дрезденския работнически съвет и се присъединява към Независимата социалдемократическа партия на Германия (USPD). След войната работи като лекар в Ремшайд и Хехинген, където практикува обща медицина и предписва натуропатични лечения. Синовете му, Маркус и Конрад, са родени през 1923 и 1925 г. През 1928 г. се присъединява към Комунистическата партия и Пролетарско-революционната писателска група. През 1929 г. пиесата му „Цианкалий“ предизвиква разгорещен дебат за предизвиканите аборти и той е за кратко арестуван и обвинен в извършване на аборти.
В началото на 1932 г. той основава Spieltrupp Südwest в Щутгарт, комунистическа агитационна група от светски актьори, които изпълняват противоречиви пиеси по актуални въпроси.
Когато нацистите идват на власт, Волф емигрира със семейството си в Москва. През 1938 г. заминава за Испания, за да работи като лекар за Интернационалните бригади, но е арестуван на път за там във Франция и е интерниран в концентрационния лагер „Верне“. През 1941 г. получава съветско гражданство и се завръща в Москва, където основава Nationalkomitee Freies Deutschland (Национален комитет за свободна Германия).
През 1945 г. се завръща в Германия и продължава да бъде активен в литературата, както и в политическите и културните дела. От 1949 до 1951 г. е първият посланик на ГДР в Полша. На 5 октомври 1953 г. умира в кабинета си в Лехниц.

## На български
- Волф, Фридрих. Завръщане на синовете.   София, Народно кооперативно издателство, 1945. с. 466.
- Волф, Фридрих. Менетекел или летящите чинии.   София, Народна култура, 1953. с. 176.
- Волф, Фридрих. Ленокс.   София, Отечество, 1989. с. 120.